# Céhlevél
A céhek működését a helyben illetékes hatóság (király, világi vagy egyházi földesúr, városi tanács, vármegyei közgyűlés stb.) céhlevélben (privilégium, illetve szabadalom) engedélyezte és szabályozta. A szabadalomlevél szövege, illetve artikulusai az egyes céhek sajátosságainak, illetve a környezetnek megfelelően változtak. Mindenképpen
- szabályozták:
  - a tagok felvételének rendjét,
  - az inasok és a legények ügyeit (munkaidejüket, jogaikat és kötelmeiket, a képzés idejét és módját),
  - az inasévek után kötelező vándorlást (tanulmányutat),
  - a céh tisztségviselőinek feladatait,
  - a gyűlések és választások rendjét,
  - a mesterek szakmai és vallási magatartását;
- védték a céh és termékeinek érdekeit;
- megszabták:
  - a piaci árusítás rendjét,
  - a belépés feltételeit,
  - a céhremek (mestermunka) elkészítésének feltételeit,
  - a mesterlakomát.

Fentieken túl rendszerint kitértek:
- a kontárok elleni harc módjaira,
- a céhtagok elvárt életvitelére,
- a céhtagok temetésének módjaira,
- a szabályszegések büntetésének módjaira stb.

A céhlevelet a céh legfontosabb iratait gyűjtő céhládában őrizték.
Erdélyben a tagok felvételének rendjét a 16. századtól a fejedelem hagyta jóvá.